# Poesia de Josef Stalin

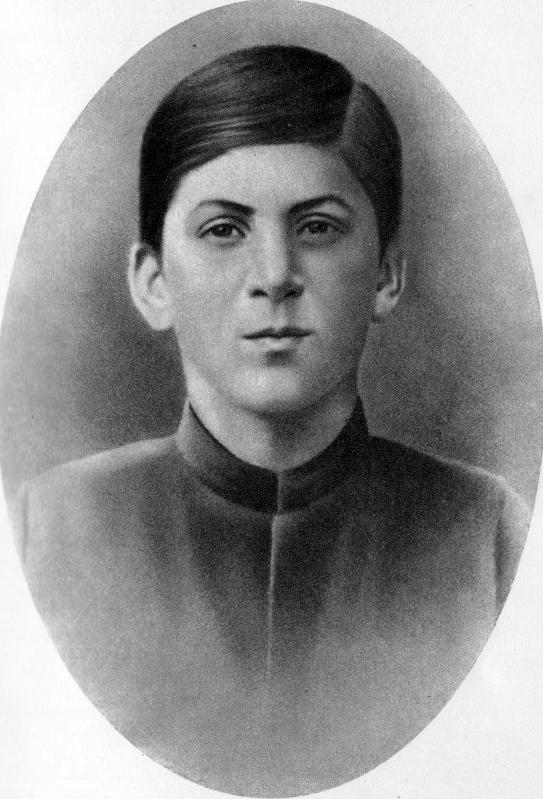
Stalin em 1894, ano em que se matriculou no Seminário Ortodoxo de Tiflis

Antes de se tornar um revolucionário bolchevique e líder da União Soviética, Joseph Stalin era um poeta promissor.

## Carreira Literária
Como muitas crianças georgianas, Ioseb Besarionis dze Jughashvili – que mais tarde se chamaria Stalin – cresceu com o épico nacional, O Cavaleiro na Pele de Pantera. Quando criança, Jughashvili conhecia o poema de cor e lia apaixonadamente os outros poemas populares da época, notadamente os de Raphael Eristavi, Akaki Tsereteli e – uma vez que aprendeu russo – Nikolay Nekrasov.
No Seminário Ortodoxo de Tiflis, onde se matriculou a partir de 1894, Jughashvili lia Goethe e Shakespeare em tradução e podia recitar Walt Whitman. Ele também começou a escrever poesia romântica em georgiano. Em 1895, aos 17 anos, a obra de Jughashvili impressionou o notável poeta Ilia Chavchavadze, que publicou cinco delas em seu jornal, Iveria, atribuída ao pseudônimo Soselo.
Uma vez que Jughashvili entrou na política revolucionária e se tornou Stalin, ele parou de escrever poesia regularmente, dizendo a um amigo que levava muito tempo.
Em 1907 usou seu prestígio como Soselo para obter de um admirador informações necessárias para um assalto a banco. Durante o Grande Expurgo, ele editou uma tradução russa do Cavaleiro na Pele de Pantera (por um intelectual georgiano que ele libertou da prisão para o efeito) e traduziu competentemente alguns dos dísticos.
Stalin publicou todo o seu trabalho anonimamente e nunca o reconheceu publicamente. Quando Lavrentiy Beria secretamente mandou Boris Pasternak e outros tradutores famosos prepararem uma edição russa dos poemas de Stalin para o 70º aniversário do governante em 1949, Stalin fez com que o projeto fosse interrompido.

## Recepção
Em sua biografia de Stalin, Simon Sebag Montefiore observa que os poemas em Iveria “foram amplamente lidos e muito admirados. eles eram geralmente publicados como 'Anônimo')." Montefiore acrescenta que "suas imagens românticas eram derivadas, mas sua beleza estava na delicadeza e pureza da rima e da linguagem".
Robert Service, outro biógrafo de Stalin, descreve os poemas como "bastante padrão para a poesia romântica do início do século XIX" e como "muito convencional,... muito padronizado e bastante auto-indulgente".
Os poemas de Stalin foram traduzidos para o inglês por Donald Rayfield.